# Campionat del Món de motocròs 1981
La temporada de 1981 del Campionat del Món de motocròs fou la 25a edició d'aquest campionat, organitzat per la FIM. El calendari oficial constava de 12 Grans Premis, celebrats entre el 5 d'abril i el 9 d'agost.

## Sistema de puntuació
Barem de puntuació de 1977 a 1983:
| Posició | 1  | 2  | 3  | 4 | 5 | 6 | 7 | 8 | 9 | 10 |
| Punts   | 15 | 12 | 10 | 8 | 6 | 5 | 4 | 3 | 2 | 1  |

| Resultats que computen |
| Totes les mànegues     |

## 500 cc

### Classificació final

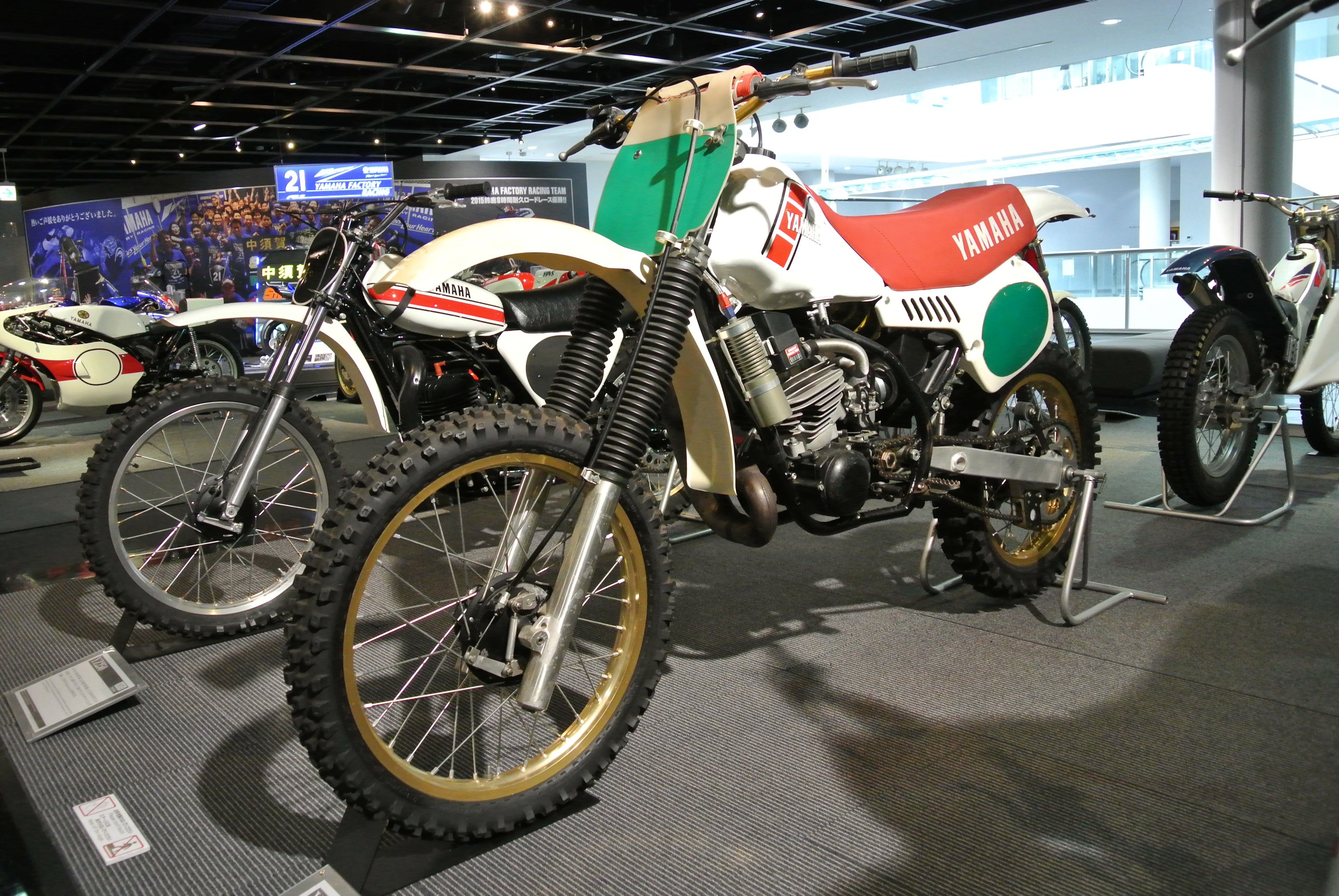
La Yamaha YZM250 OW50 que va pilotar Neil Hudson el 1981

| Posició | Pilot               | Motocicleta | Punts |
| ------- | ------------------- | ----------- | ----- |
| 1       | André Malherbe      | Honda       | 214   |
| 2       | Graham Noyce        | Honda       | 207   |
| 3       | Håkan Carlqvist     | Yamaha      | 201   |
| 4       | André Vromans       | Yamaha      | 154   |
| 5       | Jean-Jacques Bruno  | Suzuki      | 152   |
| 6       | Brad Lackey         | Suzuki      | 99    |
| 7       | Gerard Rond         | KTM         | 84    |
| 8       | Jaak Van Velthoven  | KTM         | 83    |
| 9       | Ivan Van Den Broeck | Maico       | 48    |
| 10      | Gerrit Wolsink      | Honda       | 46    |

## 250 cc

### Classificació final
| Posició | Pilot               | Motocicleta | Punts |
| ------- | ------------------- | ----------- | ----- |
| 1       | Neil Hudson         | Yamaha      | 235   |
| 2       | Georges Jobé        | Suzuki      | 233   |
| 3       | Kees Van Der Ven    | KTM         | 159   |
| 4       | Rolf Dieffenbach    | Honda       | 101   |
| 5       | Heinz Kinigadner    | Puch        | 80    |
| 6       | Mike Guerra         | Husqvarna   | 77    |
| 7       | Jean-Claude Laquaye | SWM         | 65    |
| 8       | Dave Watson         | Yamaha      | 63    |
| 9       | Dimitar Rangelov    | Husqvarna   | 55    |
| 10      | Matti Tarkkonen     | Yamaha      | 51    |

## 125 cc

### Classificació final
| Posició | Pilot             | Motocicleta | Punts |
| ------- | ----------------- | ----------- | ----- |
| 1       | Harry Everts      | Suzuki      | 211   |
| 2       | Eric Geboers      | Suzuki      | 197   |
| 3       | Michele Rinaldi   | Gilera      | 170   |
| 4       | Mark Velkeneers   | Yamaha      | 164   |
| 5       | Akira Watanabe    | Suzuki      | 146   |
| 6       | Giuseppe Andreani | KTM         | 108   |
| 7       | Gaston Rahier     | Gilera      | 97    |
| 8       | Corrado Maddii    | Aprilia     | 71    |
| 9       | Jacky Vimond      | Yamaha      | 55    |
| 10      | Alain Lejeune     | Cagiva      | 43    |

## Resum: Podi final 1981
|           | 500 cc          | 500 cc | 250 cc           | 250 cc | 125 cc          | 125 cc |
| Campió    | André Malherbe  | Honda  | Neil Hudson      | Yamaha | Harry Everts    | Suzuki |
| Subcampió | Graham Noyce    | Honda  | Georges Jobé     | Suzuki | Eric Geboers    | Suzuki |
| Tercer    | Håkan Carlqvist | Yamaha | Kees Van Der Ven | KTM    | Michele Rinaldi | Gilera |